# Rocket: Robot on Wheels
Rocket: Robot on Wheels — компьютерная игра в жанре платформера, разработанная американской студией Sucker Punch Productions и изданная Ubisoft для Nintendo 64. Это была первая игра, разработанная Sucker Punch. В ней игрок управляет Ракетой, титулованным роботом. Rocket: Robot on Wheels была первой игрой на домашней платформе, в которой для управления игровым процессом использовался реалистичный физический движок. Игрок может решать головоломки, связанные с массой, инерцией, трением и другими физическими свойствами.

## Игровой процесс
В игре есть шесть миров с разной тематикой, все они связаны с главной областью хаба «Мир Вупи». Каждый мир, вместе с центром, содержит 12 билетов и 200 жетонов для сбора. Во время игрового процесса билеты зарабатываются за выполнение различных задач в каждом мире, таких как помощь неигровым персонажам, прохождение мини-игр или сбор всех жетонов в мире. Чтобы открыть новые миры, необходимо собрать определённое общее количество билетов, в то время как жетоны можно обменять с роботом-ремонтником Тинкером на новые способности. Также можно собрать восемь бустерных пакетов, каждый из которых увеличит максимальное количество здоровья Ракеты. В каждом мире есть по крайней мере одно транспортное средство, которое используется для решения головоломок и получения билетов; например, в первом мире есть автомобиль в форме хот-дога, которым игрок может управлять. Другие билеты требуют поиска семи деталей машины в каждом мире, чтобы повторно активировать машину и получить доступ к новым областям. Собрав достаточное количество билетов в шести мирах, игрок может получить доступ к финальному этапу, «Миру Джоджо», чтобы противостоять антагонисту, Джоджо. В саундтреке игры представлены джазовые и психоделические треки, в которых преобладают орган и фортепиано.

## Сюжет
Ракета — это робот, созданный доктором Гэвином, архитектором и владельцем Вупи Уорлд, футуристического тематического парка. В ночь перед открытием Гэвин отправляется на вечеринку, оставляя Рокета отвечать за парк и двух его животных-талисманов: моржа Вупи и его напарника енота Джоджо. Джоджо, которому надоело, что Вупи является главной достопримечательностью, тайно замышляет испортить день открытия и переименовать парк в Jojo World. Как только Гэвин уходит, Джоджо сбегает из клетки, колотит Рокета молотком до потери сознания и забирает все билеты и жетоны парка. Джоджо похищает Вупи и телепортируется в парк, в результате чего аттракционы выходят из строя. Ракета бросается в погоню и начинает исследовать многочисленные районы парка, пытаясь найти украденные билеты и жетоны, чтобы он мог поймать Джоджо и спасти Вупи до возвращения Гэвина.
Найдя множество пропавших билетов и жетонов, Ракета противостоит Джоджо и побеждает его, освобождая Вупи как раз в тот момент, когда возвращается доктор Гэвин. Гэвин благодарит Рокета за его тяжёлую работу, прежде чем снова уйти, чтобы исправить ущерб, нанесённый Джоджо парку до его открытия. Найдя все билеты и жетоны, Ракета удостаивается чести Гэвина за его достижения, переименовав парк RocketLand, к большому разочарованию Вупи.

## Разработка
После того, как основатели Sucker Punch Productions покинули Microsoft и основали студию, они решили разработать игру для Nintendo 64. Команда прислала Nintendo свои наработки, но получила от издателя отказ. Без наборов для разработки и инструментария студия создала прототип игры с использованием ПК. Разработчики представили прототип издателю, но от неё Nintendo снова отказалась, но предоставив инструментарий для полноценной разработки.
На создание первого уровня Rocket студия потратила около года, и самофинансируемый проект Sucker Punch стала предлагать его другим издателям. По иронии судьбы, разработчики предоставили игру Sony Computer Entertainment, которые были под впечатлением от наработок, но из-за того, что игра делается на платформе их главного конкурента, издатель отказался. Затем Sucker Punch обратилась к Electronic Arts и были на пороге соглашения, но для подписания издательского контракта, EA требовала от разработчика отменить разрабатываемый проект и запустить производство игры на PlayStation 2. В конце концов, Sucker Punch отправилась на E3 1999, чтобы самостоятельно представить проект. На него обратила внимание компания Ubi Soft и согласилась стать издателем.
Первоначально игра называлась как Sprocket, но за три месяца до выхода, студия поменяла название на Rocket: Robot on Wheels из-за споров с торговой маркой Game Spockets.

## Оценки
| Сводный рейтинг    | Сводный рейтинг |
| Агрегатор          | Оценка          |
| ------------------ | --------------- |
| GameRankings       | 82,37 %         |
| Иноязычные издания |                 |
| Издание            | Оценка          |
| AllGame            | [ 5 ]           |
| EGM                | 7,125/10        |
| Game Informer      | 8/10            |
| GameSpot           | 7,6/10          |
| IGN                | 9/10            |
| Next Generation    | [ 10 ]          |
| Nintendo Power     | 8,4/10          |

Игра была названа «18-й лучшей игрой для Nintendo 64 всех времён» в 20-летнем выпуске Nintendo Power.